# 萊克溫納貝戈 (密蘇里州)
萊克溫納貝戈（英語：Lake Winnebago）是位於美國密蘇里州卡斯縣的城市。

## 人口
根據2020年美國人口普查的數據，萊克溫納貝戈的面積為7.08平方千米，當中陸地面積為6.01平方千米，而水域面積為1.07平方千米。當地共有人口1433人，而人口密度為每平方千米202人。